# Lachnoloma
Lachnoloma là chi thực vật có hoa trong họ Cải.